# Buellia ocellata
Buellia ocellata är en lavart som först beskrevs av Flot., och fick sitt nu gällande namn av Körb. Buellia ocellata ingår i släktet Buellia och familjen Physciaceae.  Arten är reproducerande i Sverige. Inga underarter finns listade i Catalogue of Life.